# Cazeaux-de-Larboust
Cazeaux-de-Larboust település Franciaországban, Haute-Garonne megyében. Lakosainak száma 93 fő (2022. január 1.). Cazeaux-de-Larboust Billière, Castillon-de-Larboust, Garin és Oô községekkel határos.

## Népesség
A település népességének változása:
| Lakosok száma | 89   | 65   | 72   | 90   | 91   | 91   | 97   | 99   | 102  | 93   |
|               | 1968 | 1982 | 1990 | 2006 | 2013 | 2015 | 2017 | 2019 | 2020 | 2022 |